# Diacanthous dshesynensis
Diacanthous dshesynensis is een keversoort uit de familie kniptorren (Elateridae). De wetenschappelijke naam van de soort is voor het eerst geldig gepubliceerd in 1957 door Cherepanov.